# Ortiagon
Ortiagon (griechisch ᾿Ορτιάγων, lateinisch Ortiago) war ein keltischer Fürst (189–183 v. Chr.). Er war einer der Tetrarchen (der Anführer) der galatischen Tolistobogier.
189 v. Chr. war er einer der Führer der tolistobogioischen Teilfürstentümer. Mit zwei anderen galatischen Tetrarchen, Comboiomarus und Gaudotus, schlug er sich auf die Seiten der Seleukiden und gegen die Römer und pergamenischen Attaliden. Bei der Schlacht auf den Bergen Olympos und Magaba wurden die Kelten von den Römern unter Gnaeus Manlius Vulso geschlagen, jedoch konnte Ortiagon fliehen, seine Frau Chiomara (Χιομάρα) geriet in Gefangenschaft. In der Folgezeit versuchte er Herrscher über ganz Galatien zu werden. Dabei kollidierte er offenbar mit den Interessen des Eumenes II. von Pergamon, da er sich mit Prusias I. von Bithynien, einem Feind der Pergamener, verbündete. 184/83 v. Chr. stellte Eumenes II. das alte System der Tetrarchie der Tolistobogioi wieder her und nahm Ortiagon gefangen oder ließ ihn hinrichten. Sein damals unmündiger Sohn Paidopolites (Παιδοπολίτης) wurde später zum Richter gewählt.
Polybios schilderte ihn als freigebig, hochherzig, klug und tapfer.
Im Dorf Mahkemeağcin am Kirmir Çayı (antik Siberis), nördlich von Ankara, wurde eine, allerdings erst in die römische Kaiserzeit zu datierende, Statuenbasis gefunden, die Ortiagon als Tetrach der Tolistobogier nennt. Hier lag möglicherweise sein Herrschaftssitz.